# Tuping (köpinghuvudort i Kina, Guizhou Sheng, lat 28,27, long 107,36)
Tuping (kinesiska: 土坪, 土坪镇) är en köpinghuvudort i Kina. Den ligger i provinsen Guizhou, i den sydvästra delen av landet, omkring 190 kilometer norr om provinshuvudstaden Guiyang. Antalet invånare är 27 206. Befolkningen består av 13 256 kvinnor och 13 950 män. Barn under 15 år utgör 25,0 %, vuxna 15-64 år 61 %, och äldre över 65 år 12,0 %.